# Uremia
La uremia o síndrome urémico es un conjunto de alteraciones bioquímicas y fisiológicas que usualmente aparecen en las personas que se encuentran en la etapa 5 de la enfermedad renal crónica. Suele afectar el cerebro y los sistemas respiratorio, circulatorio, digestivo, hematológico, inmunitario, endocrino y óseo. Generalmente se produce debido a la acumulación en la sangre de los productos tóxicos derivados del nitrógeno (la urea y la creatinina), que normalmente se eliminan por el riñón y que en este caso se hallan retenidos por un trastorno del funcionamiento renal. Es un factor de riesgo para la enfermedad de Wernicke.
En el contexto de análisis de sangre, se conoce como uremia a la concentración de urea en sangre. La acumulación de compuestos nitrogenados, como urea y creatinina, se denomina azotemia o azoemia.

## Fisiopatología
Cuando la tasa o velocidad de filtración glomerular (TFG o VFG) es menor a 20 ml/min, la depuración renal se vuelve insuficiente y no es capaz de realizar el aclaramiento renal de las substancias como corresponde, lo que provoca la acumulación de solutos de retención urémica, o retención de compuestos nitrogenados (azotemia) que en concentraciones elevadas son tóxicos. 
Las manifestaciones cardiovasculares más importantes son la pericarditis urémica fibrosante (10% de los casos), hipertensión arterial, disfunción miocárdica ya que la uremia es un profibrótico que induce la fibrosis insterticial y ayuda a acelerar la ateroesclerosis. Hay estenosis o insuficiencia valvular calcificante derivada del hiperparatiroidismo secundario a la hiperfosfatemia por insuficiencia renal,  lo cual produce finalmente una hipertrofia cardiaca y, a largo plazo, miocardiopatía dilatada.
Hay anemia normocítica normocrómica, constante y universal en el urémico debido al déficit de producción de eritropoyetina por parte del riñón que ha disminuido su masa. Se sugiere tratamiento con eritropoyetina recombinante para corregir la anemia.
Existen trastornos de la coagulación tanto hipercoagulabilidad como tendencia al sangrado, entre los factores encontramos alteraciones en la adhesividad y agregación de las plaquetas, hiperparatiroidismo secundario, anemia, alteración en la producción de prostaglandinas y tromboxano, alteración en la actividad de la proteína C y bajas en su concentración, Altas concentraciones de trombina, antitrombina, fibrinógeno, plasmina y protrombina. Además, hay un alza en la actividad del Factor de von Willebrand que favorece la hipercoagulabilidad
El déficit inmunitario se debe a una baja biodisponibilidad de interleucina-2 (IL-2) derivado de un consumo excesivo por los linfocitos-T activados. Baja regulación de los receptores opsónicos y la fagocitosis luego de su expresión tras ser activado el complemento por las membranas de diálisis. Hay un aumento de la triada de la inflamación interleucina-1 (IL-1), interleucina-6 (IL-6) y el Factor de Necrosis Tumoral-alfa (TNF-alfa), por los monocitos activados y el CD23 por los linfocitos-B. La función de lisis de los neutrófilos se encuentra alterada que mejora tras la diálisis peritoneal sugiriendo que las toxinas urémicas dializables están involucradas.
Ocurre un hipercatabolismo derivado de las alteraciones endocrinas que afectan el metabolismo de los carbohidratos, a la hormonas tiroideas, del crecimiento, y sexuales. Hay intolerancia a la glucosa, ayudada por la resistencia a la insulina y alteración en la secreción de insulina
Respecto a la alteración de la función tiroidea, se encuentran algunas alteraciones como son niveles basales elevados de TSH, cierto hipotiroidismo primario, una respuesta lenta de la TSH a la TRH, ritmo diurno ausente o disminuido de la TSH, glucolisación alterada de la TSH y los niveles totales y libres de la T3 y T4 pueden estar reducidos o normales. Se sospecha que la liberación de la TSH puede estar inhibida por un mecanismo dependiente de la dopamina 
También tenemos una alteración de la Hormona de Crecimiento, sus niveles basales se encuentran elevados, pero esta situación no impide que exista un retardo en el crecimiento de los niños urémicos y se ha comprobado que la administración de la hormona del crecimiento recombinante humana corrige el retardo del crecimiento en los niños y mejora la utilización de las proteínas en los hemodializados adultos.
En las alteraciones de las hormonas sexuales, las mujeres urémicas se observa que la FSH, la progesterona y el estradiol tienen tendencia a ser iguales y la LH a exceder los niveles observados normalmente en la fase folicular del ciclo menstrual. En los hombres urémicos se puede observar una elevación de la LH y una disminución de la testosterona, lo cual origina impotencia agravada por el aumento de la prolactina . La prolactina a su vez origina galactorrea y amenorrea en las mujeres. 
Existe hiperparatiroidismo secundario debido a la insuficiencia renal. La masa renal disminuye, disminuyendo a su vez la 1-alfa hidrolasa, hay una baja la absorción de calcio por el intestino, a su vez los altos niveles de fósforo en la sangre que no pudo ser depurado por el riñón ayuda a precipitación del calcio, involucra la disminución de los niveles de calcitriol, se detectan bajos niveles de calcio induciendo así un alza en los niveles de PTH. Esto a su vez provoca osteodistrofia e hipercalcemia.
Entre las alteraciones gastrointestinales encontramos, la gastritis erosiva, la esofagitis erosiva y la úlcera esofágica son las causas más comunes de sangrado digestivo en los pacientes con insuficiencia renal crónica (IRC). Por otro lado, hay mayor secreción de gastrina y un metabolismo disminuido, la gastrina tiene propiedades tróficas y secretorias, esto puede explicar la hipertrofia del tracto gastrointestinal asociada a la IRC. También, los niveles plasmáticos de varias hormonas que participan en la modulación de la motilidad gastrointestinal y en la regulación del hambre y la saciedad se encuentran elevados en la uremia. Estas alteraciones humorales pueden actuar sobre la musculatura lisa intestinal y en áreas particulares dentro del sistema nervioso central y son responsables de las alteraciones de la motilidad gastrointestinal, de la anorexia, de las náuseas y vómitos que se observan en los urémicos sintomáticos.
Finalmente hay varias otras alteraciones bioquímicas se encuentran deprimidas como, por ejemplo, la gluconeogénesis, la deshidrogenasa láctica, el contenido mitocondrial de calcio, el consumo mitocondrial de oxígeno, la degradación de la insulina, la bomba de Na/K, déficit intrínseco de las mitocondrias. Sin olvidar, la actividad de las enzimas antioxidantes como el superóxido dismutasa se encuentra elevada en los glóbulos rojos de los pacientes urémicos no dializados y baja en los pacientes dializados, lo cual puede contribuir al incremento del daño oxidativo en la uremia y el desarrollo de las complicaciones urémicas.

## Signos y síntomas
- Asterixis y temblor
- Coloración cetrina de la piel (acumulación de pigmento urocromo, palidez amarillo-grisácea)
- Escarcha urémica (urea presente en el sudor se cristaliza)
- Hedor urémico (aliento parecido al amoniaco)
- Frote pericárdico
- Hematuria
- Hipertensión arterial
- Hiperreflexia
- Hipotermia e hipotensión
- Infecciones cutáneas
- Lengua enrojecida o blanca (saburra)
- Letargia y deterioro cognitivo
- Piuria
- Púrpuras
- Oliguria
- Respiración de kussmaul
- Retinopatías
- Serositis, en especial, pericarditis, pleuritis
- Síndrome purpúrico, por alteración plaquetaria (sin trombocitopenia)
- Taquicardia
- Turgencia cutánea deficiente
- Astenia
- Adinamia
- Anorexia
- Cefalea
- Coma
- Confusión
- Convulsiones
- Disminución de la agudeza mental
- Náuseas
- Prurito
- Pérdida de peso
- Sed
- Somnolencia, o insomnio
- Vómitos

## Causas
La principal causa del síndrome urémico es el fallo renal, aunque también existen otras causas menos frecuentes:
- Aumento en la producción de urea en el hígado
  - Dieta hiperproteica
  - Aumento del catabolismo
  - Sangrado gastrointestinal
  - Uso de drogas (tetraciclinas y corticosteroides)
- Disminución en la excreción de urea
  - Ruptura vesical
- Deshidratación
- Pielonefritis crónica
- Escarlatina

## Tratamiento
El tratamiento puede ser diálisis o trasplante de riñón, aunque algunos pacientes eligen en su lugar hacer control de síntomas y cuidados moderados.